# Marco Giunio Omullo
Marco Giunio Omullo (in latino Marcus Iunius Homullus; fl. I-II secolo) è stato un senatore romano
del I e II sec., console suffetto nel 102 e governatore imperiale della Cappadocia tra il 111 e 114 durante il regno dell'imperatore Traiano.

## Biografia

### Carriera politica
Divenne console suffetto nell'anno 102 sotto Traiano. Nell'anno 103, durante il processo a Caio Giulio Basso (latino: Caius Julius Bassus), proconsole della Bitinia intorno al 98 accusato di furto dai Bitini, parlò in favore dell'imputato, difeso tra gli altri da Plinio il Giovane .
Nell'anno 107, durante il processo di Varenus Rufus, proconsole in Bitinia negli anni 105 - 106 e anch'egli accusato dai Bitini, che aveva comunque difeso durante il processo di Basso, Giunio Omullo è uno degli avvocati della difesa al fianco di Plinio il Giovane . Nello stesso anno Plinio ci racconta che il suo amico chiede ai consoli di informare Traiano della volontà del Senato di combattere la congiura. L'imperatore promulga una legge contro la corruzione e, attraverso un editto, obbliga i candidati alle funzioni senatoriali a investire almeno un terzo dei loro beni sul suolo italiano .
Diventa quindi governatore (in latino: Legatus Augusti pro praetore) della Cappadocia , probabilmente tra il 111 e il 114, succedendo a Gaio Giulio Quadrato Basso e precedendo Lucio Catilio Severo. Tra il 113 e il 114, Osroe I Re dei Parti impone sul trono del Regno d'Armenia suo nipote Parthamasiris senza fare riferimento a Roma. Andando contro le clausole del Trattato di Rhandeia del 63, i Parti offrono ai Romani l'opportunità di dichiarare guerra. I Parti inviarono diversi ambasciatori, sottovalutando le conseguenze del loro intervento in Armenia: chiedono a Traiano di riconoscere Parthamasiris come re di Armenia e vassallo di Roma; inoltre chiedono anche che a Giunio Omullo sia concesso il potere di negoziare, ma Traiano risponde che risolverà la questione di persona al suo arrivo in Siria. Questo rifiuto di negoziare può essere analizzato come prova che si tratta di una guerra premeditata: l'imperatore infatti utilizza questo evento come il casus belli e quindi inizia la campagna partica di Traiano che si prolunga fino al 117, alla morte dell'imperatore.

## Discendenza
Anche suo figlio si chiama Marco Giunio Omullo, e potrebbe essere stato anche lui console suffetto nel 128 al tempo dell'imperatore Adriano.